# Piuspark

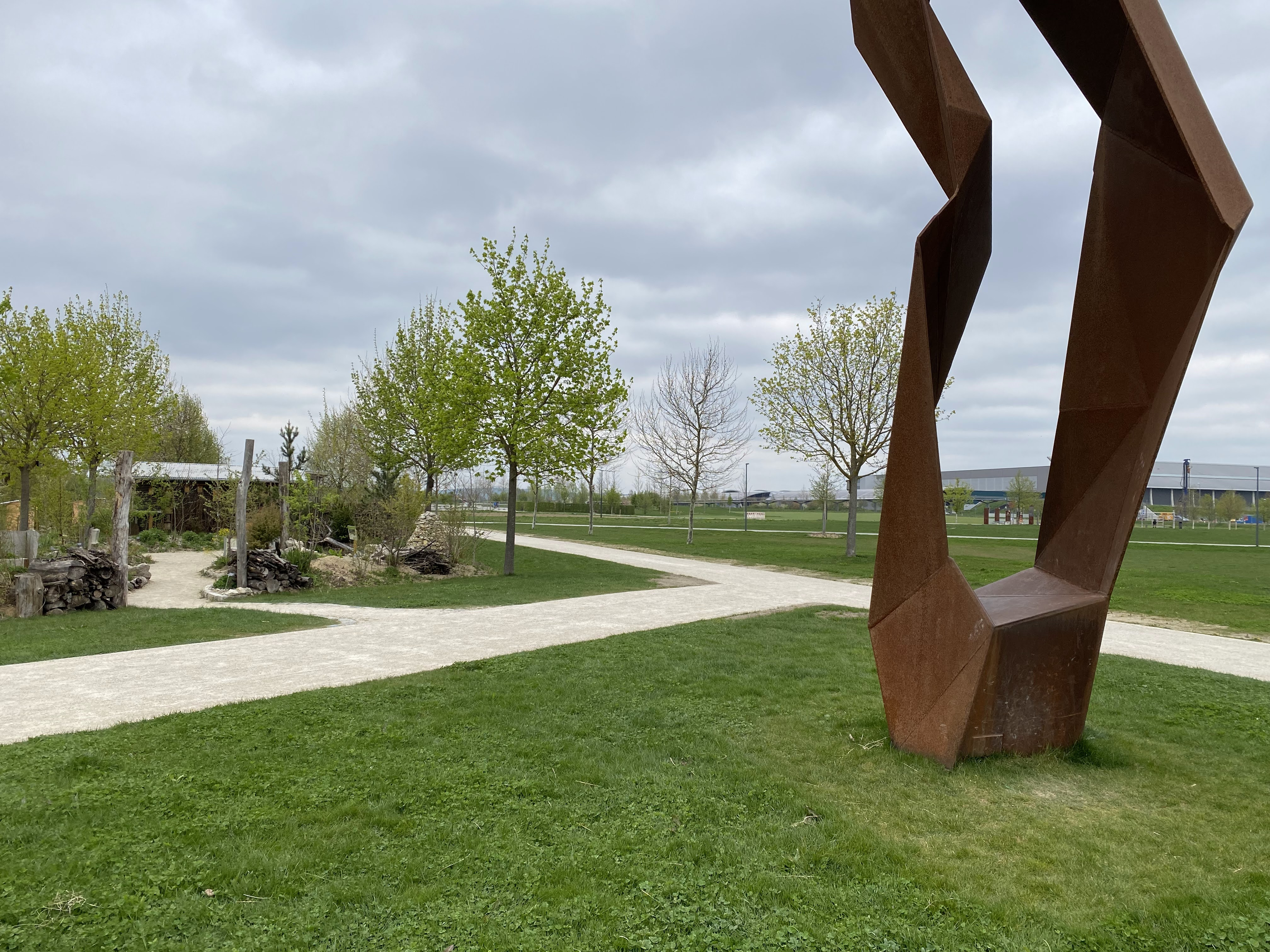
Skulptur im Piuspark

Der Piuspark ist ein Park im Westen Ingolstadts. Der Park entstand durch die Landesgartenschau 2021 und wurde später zum Piuspark umbenannt. Der Park liegt im Stadtbezirk Friedrichshofen-Hollerstauden neben dem Westpark Einkaufszentrum. Der Park ist öffentlich zugänglich und soll zu Erholungszwecken, Sport, Spiel und für kulturelle Anlässe genutzt werden.